# Eiler Lehn Schiøler
Eiler Theodor Lehn Schiøler (30. oktober 1874 på Frederiksberg – 13. august 1929 sammesteds) var en dansk ornitolog og vekselerer. 
Schiøler fik allerede som skoledreng på Herlufsholm levende interesse for ornitologi, idet han blev stærkt påvirket af skolens naturhistorielærer M. Traustedt. Både her og senere i Metropolitanskolen samlede han ivrigt æg og udstoppede fugle og planlagde det store værk om den danske fuglefauna, hvis realisation han mange årtier senere delvis gennemførte. Hans fuglesamling blev så stor, at han måtte bygge et helt hus – 'museet' – ved siden af villaen på Uraniavej i København til de 21000 skindlagte fugle, heraf 2000 udstoppede, foruden 10000 skeletter. De udgjorde den største enkeltsamling i verden. 
1905 offentliggjorde han sin første videnskabelige afhandling om den grønlandske stokand, og i 1906 lykkedes det ham sammen med andre at få stiftet Dansk Ornitologisk Forening og dermed samtidig lagt grunden til Dansk Ornithologisk Forenings Tidsskrift, i hvilket han har offentliggjort en lang række afhandlinger om nordiske fugles, navnlig ænders, raceforhold samt en del mindre faunistiske meddelelser. 
I sommeren 1925 foretog han sammen med bl.a. Johannes Larsen, Henning Scheel og  Finn Salomonsen en indsamlingstur til Grønland. 

Lehn Schiølers hovedværk Danmarks Fugle nåede ikke at blive færdiggjort inden han i 1926 blev ramt af sygdom, af de planlagte 8 bind nåede de 3 at udkomme: 
| Citat | Schiølers store aristokratiske værk ('Danmarks Fugle' 1925-1931) – indbundet i hvidt kalveskind med guldtryk på ryggen – har altid været en pryd i enhver bogsamling, uanset at det er ufuldendt. Gennembladning af dette stykke bogkunst efterlader én med en ophøjet følelse, der for mig bedst kan sammenlignes med en oplevelse af stor klassisk musik. | Citat |
|       | |       |

  Hovedparten af de mange farvelagte plancher var udført af Johannes Larsen.
- Danmarks Fugle Bind 1
- Danmarks Fugle Bind 2
- Danmarks Fugle Bind 3